# کائوری چیبا
کائوری چیبا (ژاپنی: 千葉 香織؛ زادهٔ ۲۹ ژانویه ۱۹۸۱) بازیکن هاکی روی چمن زن اهل ژاپن است.